# B-237 Rostov na Donu
Rostov na Donu (B-237) (en ruso: B-237 «Rostov-na-Donu», en español: Rostov del Don) fue un submarino de ataque clase Kilo mejorado de la Armada rusa.

## Buque
Rostov na Donu es un submarino diesel-eléctrico de la clase mejorada Proyecto 636.3 de barcos rusos modernos. El B-237 se construyó en el astillero de San Petersburgo, se instaló el 21 de noviembre de 2011, se botó el 26 de junio de 2014 y se puso en servicio el 30 de diciembre de 2014.

## Historial operativo
El submarino forma parte de la Flota rusa del Mar Negro, pero se desplegó en el mar Mediterráneo a principios de la década de 2020.
El submarino regresó al mar Negro en febrero de 2022 y pasó el Bósforo el 13 de febrero. Con Rostov na Donu, la flota rusa del Mar Negro tiene cuatro submarinos de clase Kilo mejorado equipados con misiles de ataque terrestre Kalibr desplegados en el Mar Negro a partir de febrero de 2022, y se cree que al menos tres de esos cuatro barcos de clase Kilo mejorado están activos.
El 13 de septiembre de 2023, el gobernador de Sebastopol designado por Rusia, Mikhail Razvozhaev, afirmó que el Astillero de Sebastopol, perteneciente a Sevmorzavod, fue alcanzado por un "ataque con misiles" ucraniano a las 2 de la mañana, provocando un gran incendio. El Ministerio de Defensa de Rusia afirmó que se dispararon diez misiles de crucero y siete derribados. En el ataque también participaron tres "drones marítimos", que supuestamente fueron todos destruidos. En el ministerio, "Como resultado del impacto de los misiles de crucero enemigos, dos barcos en reparación resultaron dañados". Al menos 24 personas resultaron heridas. Los barcos dañados fueron el barco de desembarco Minsk y el Rostov na Donu. Ucrania afirmó que los dos barcos "probablemente sufrieron daños irreparables", lo que el gobierno ruso negó y afirmó que serían reparados y volverían a estar en pleno estado operativo. Basándose en imágenes de fuente abierta, el Ministerio de Defensa del Reino Unido ha evaluado que el buque "probablemente ha sufrido daños catastróficos".
El 18 de septiembre, se filtraron en Internet dos imágenes de los daños causados al Rostov-na-Donu y, según lo evaluado, los daños fueron importantes. Se muestran dos grandes brechas en el casco del submarino, una alrededor del punto medio del lado de estribor en la parte trasera de la torre de mando y otra en la proa superior. Debido a la naturaleza del daño, se evalúa que el submarino estará fuera de servicio durante la guerra debido al cierre del estrecho de los Dardanelos a todos los buques de guerra extranjeros al comienzo de la invasión rusa de Ucrania de conformidad con los términos de la Convención de Montreux. El submarino tendría que ser transportado al astillero Admirality Shipyards en San Petersburgo para ser reparado, sin embargo, se considera más práctico construir un barco completamente nuevo de esta clase debido a las extensas reparaciones que serían necesarias para que el submarino vuelva a estar en condiciones de navegar. El sumergible resultó de nuevo alcanzado por un ataque ucraniano el 2 de agosto de 2024. Como resultado de este ataque, el mando ucraniano anunció su destrucción total, a expensas de poder confirmar este dato.